# Lasioglossum kotschyi
Lasioglossum kotschyi is een vliesvleugelig insect uit de familie Halictidae. De wetenschappelijke naam van de soort is voor het eerst geldig gepubliceerd in 1981 door Ebmer.